# Apospasta venata
Apospasta venata là một loài bướm đêm trong họ Noctuidae.